# 白沙澳青年旅舍
白沙澳青年旅舍是香港一所青年旅舍，位於新界大埔區西貢北海下路的白沙澳，由香港青年旅舍協會負責管理。旅舍設有112個大房床位及40個露營位。
白沙澳青年旅舍原址為白沙澳村的鄉村學校白沙澳公立學校，其後增建兩座營舍及配套設施，營舍建築曾獲1986年香港建築學會優異設計獎。
由旅舍沿海下路漫步約20分鐘，便是海下灣海岸公園，可浮潛觀賞色彩班爛的珊瑚群，亦可在附近的大灘郊遊徑欣賞紅樹林，或遠足至荔枝莊海邊欣賞沉積岩地貌。旅舍也是夜觀天象繁星的好地方。

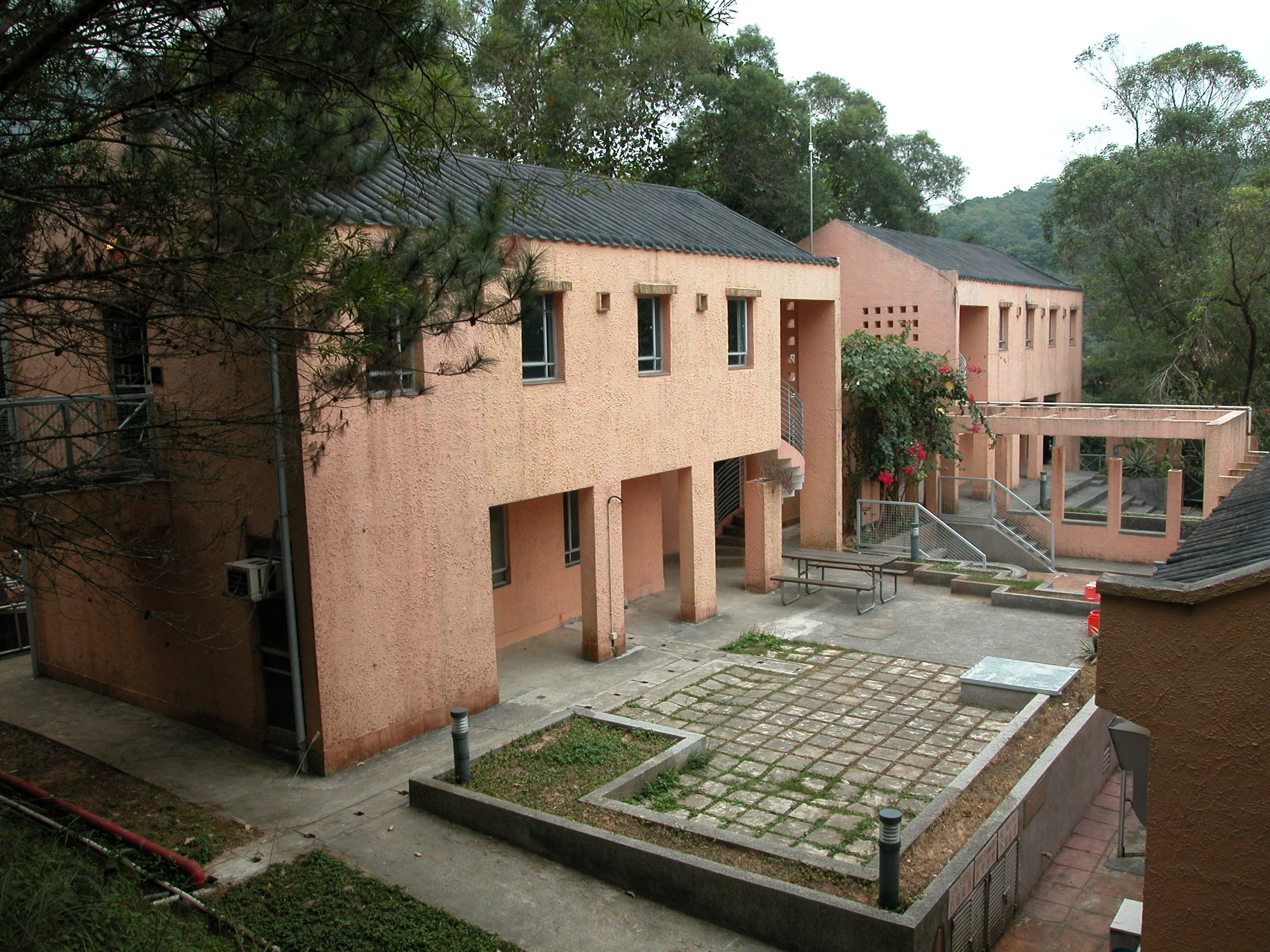
白沙澳青年旅舍
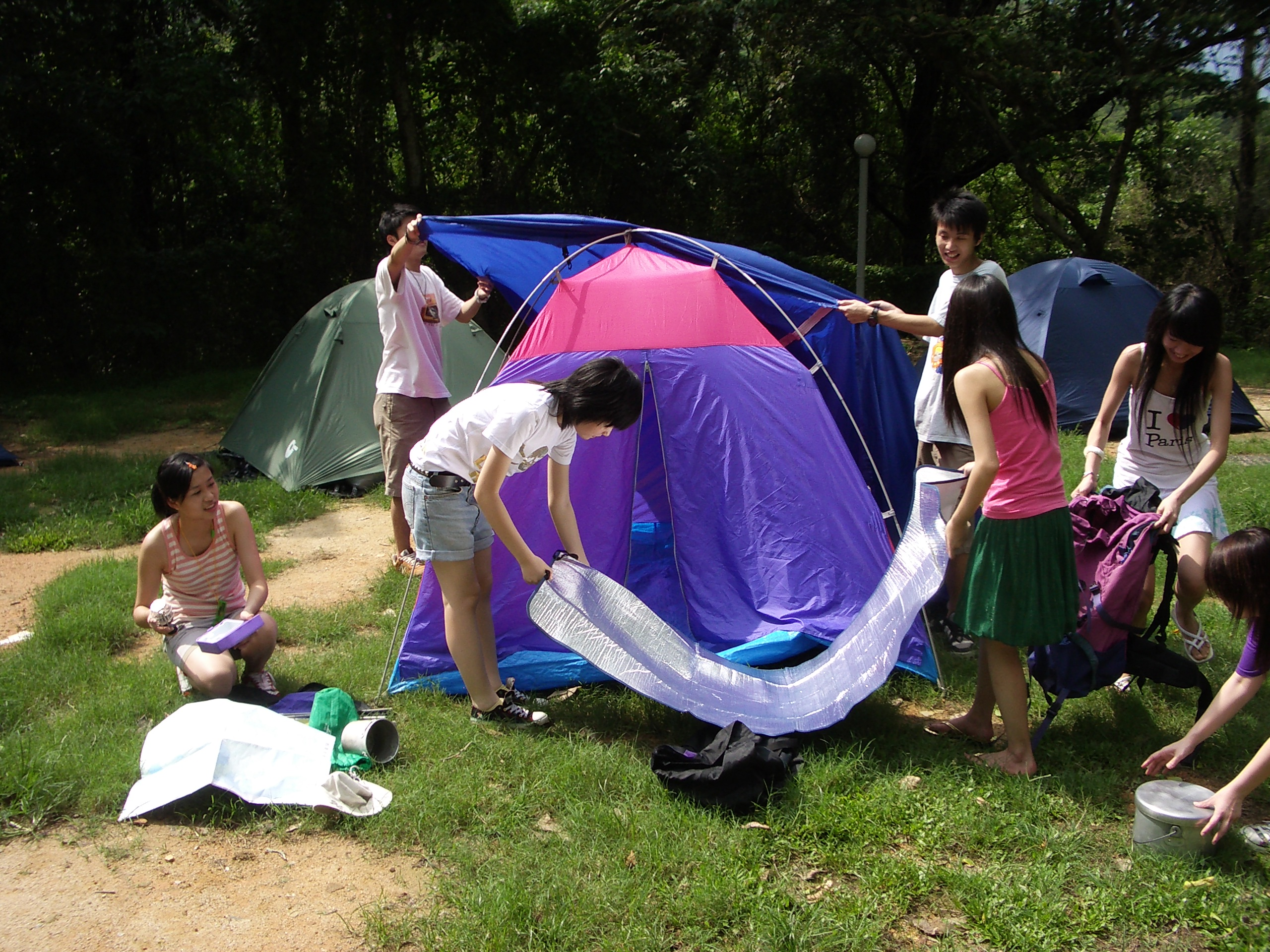
旅舍設有露營位
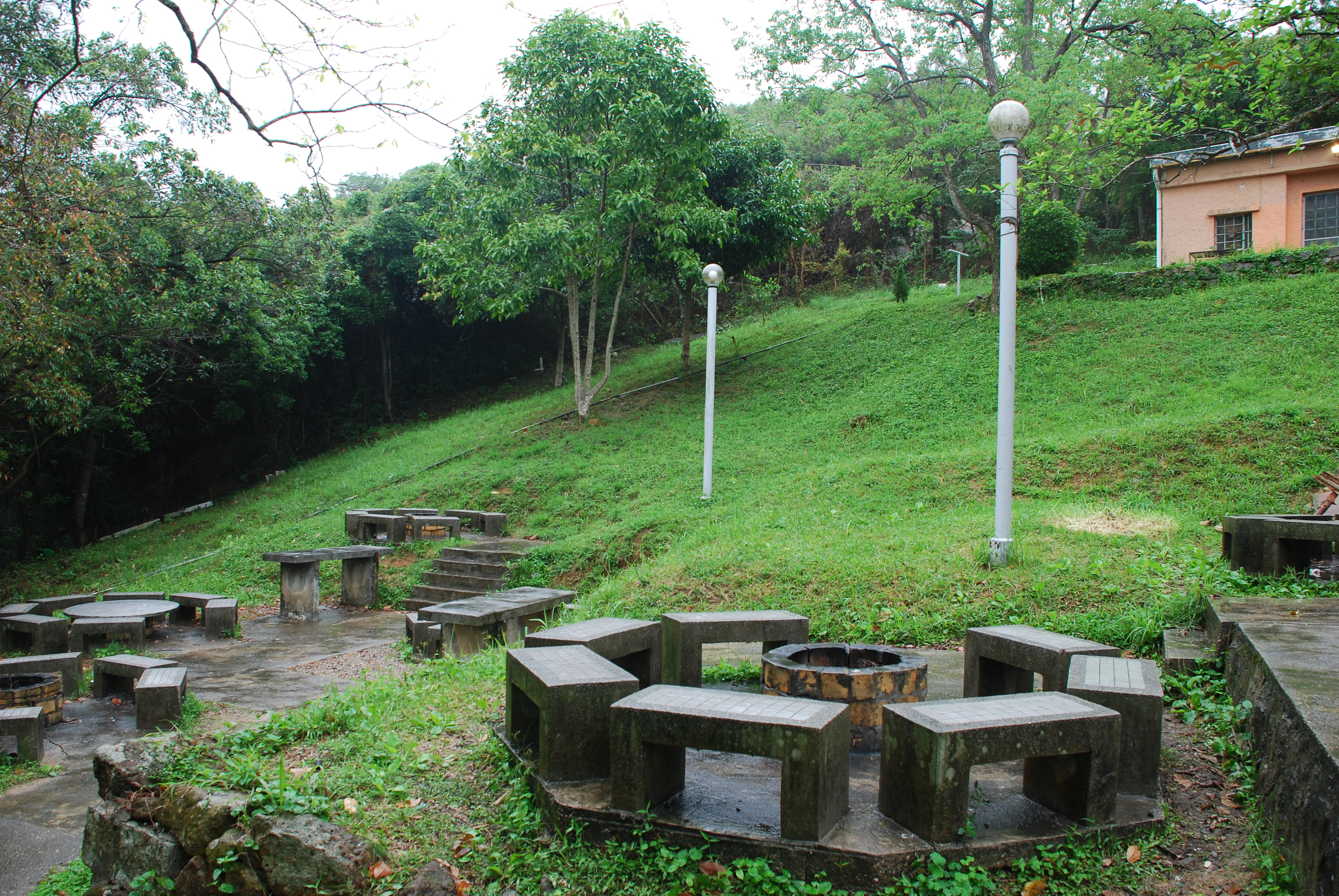
旅舍設有燒烤場